# Брадишору де Жос
Брадишору де Жос (рум. Brădișoru de Jos), до 1956. године Мајдан (рум. Măidan), насеље је у Румунији у жупанији Караш-Северин у граду Оравица. Насеље се налази на надморској висини од 170 m.

## Прошлост
По "Румунској енциклопедији" место се од старине звало Мајдан да би "из идеолошких разлога" 1964. године декретом добио нови назив. Име "Мајдан" је асоцирало на некадашње руднике (злата) у околини. Први помен села је из 1690. године. У Мајдан је 1724. године колонизовано 30 породица.
Аустријски царски ревизор Ерлер је 1774. године констатовао да место "Мајдан" припада Ракаждијском округу, Новопаланачког дистрикта. Становништво је било претежно влашко.

## Становништво
Према подацима из 2002. године у насељу је живело 587 становника.

### Попис2002.
| Расподела становништва по националности 2002.‍ | Расподела становништва по националности 2002.‍ | Расподела становништва по националности 2002.‍ | Расподела становништва по националности 2002.‍ | Расподела становништва по националности 2002.‍ |
| --------------------------------------------- | --------------------------------------------- | --------------------------------------------- | --------------------------------------------- | --------------------------------------------- |
|                                               |                                               |                                               |                                               |                                               |
| Румуни                                        | Румуни                                        |                                               | 486                                           | 83,2%                                         |
| Роми                                          | Роми                                          |                                               | 98                                            | 16,8%                                         |

### Попис1910.
| Брадишору де Жос / Мајдан | Брадишору де Жос / Мајдан |
| --- | --- |
| језик | вера |
| укупно: 1.215 Румунски 1.091 (89,79%) Хрватски 42 (3,45%) Мађарски 20 (1,64%) Српски 16 (1,31%) Немачки 12 (0,98%) остали 34 (2,79%) | <div style="border:solid transparent;position:absolute;width:100px;line-height:0;<div style="border:solid transparent;position:absolute;width:100px;line-height:0; укупно: 1.215 Православци 1.133 (93,25%) Римокатолици 77 (6,33%) Калвинисти 3 (0,24%) Лутерани 2 (0,16%) - (-%) |

Напомена: У рубрици осталих језика највећи број особа исказао је ромски језик.